# Лагуна Чотири милі
Лагуна Чотири милі (англ. Four Mile Lagoon) — природне, тропічне та стічне озеро в окрузі Коросаль, що в Белізі. Довжина до 2 км, а ширина до 1 км, і розкинуло свої плеса на висоті до 10 метрів. Знаходиться майже на узбережжі Карибського моря, зокрема неподалік його затоки-бухти Четумаль, куди впадає канал Пемброк Холл Бранч (Pembroke Hall Branch), який витікає саме з озера.
Довкола озера лісові зарослі тропічного лісу та сільськогосподарські угіддя. Найближчі поселення: Ранчіто (Ranchito) та Кароліна (Carolina) — в 1 кілометрі на північ і Калькутта (Calcutta) та Сан-Хоакін (San Joaquin) — в 1 кілометрі на захід.